# Eudòcia de Capadòcia
Eudòcia (grec Evdokia, llatí Eudocia) és el nom d'una ciutat de l'Àsia Menor, a Capadòcia, esmentada per Hièrocles al Synecdemus. Constantí Porfirogènit, en Sobre l'administració de l'imperi, diu que abans pertanyia al tema dels Anatòlics però fou incorporada a Capadòcia per l'emperador romà d'Orient Lleó VI.